# Gerald I van Mâcon
Gerald I van Mâcon (circa 1125 - 15 september 1184) was van 1157 tot aan zijn dood graaf van Mâcon en Vienne. Hij behoorde tot het huis Ivrea.

## Levensloop
Gerald I was een zoon van graaf Willem III van Mâcon uit diens huwelijk met Pontia, dochter van heer Theobald van Traves. Hij was een kleinzoon van graaf Stefanus I van Bourgondië. 
In 1157 volgde hij zijn vader op als graaf van Mâcon en Vienne. Vanaf de zomer van 1158 voerde hij, daarbij ondersteund door aartsbisschop van Keulen Reinald van Dassel en aartsbisschop van Lyon Héracle de Montboissier, een oorlog tegen graaf Gwijde II van Forez.
Gerald stierf in 1184 en werd in Mâcon en Vienne opgevolgd door zijn zoon Willem IV.

## Huwelijk en nakomelingen
Hij huwde in 1152 met Maurette (1137-1200), dochter van heer Wouter III van Salins, met wie hij zeker acht kinderen kreeg:
- Wouter IV (1153-1219), heer van Salins en Traves
- Willem IV (1155-1224), graaf van Vienne en Mâcon
- Stefanus (1157-1193), aartsbisschop van Besançon
- Beatrix (1160-1230), huwde in 1177 met graaf Humbert III van Savoye
- Ida (1162-1224), huwde met heer Humbert II van Coligny
- Alexandrine (1164-1242), huwde met heer Ulrich V van Bâgé
- Gerald (1166-1211), heer van Vadans
- Reinoud (1168-1213)